# Larraul
Larraul ist eine Gemeinde (Municipio) in der Provinz Gipuzkoa im spanischen Baskenland. Sie hat 256 Einwohner (Stand: 2024). 

## Geografie
Larraul liegt etwa 80 Kilometer ostsüdöstlich von Bilbao und 20 Kilometer südsüdwestlich von der Provinzhauptstadt Donostia-San Sebastián in einer Höhe von ca. 240 m.

## Bevölkerungsentwicklung
| 1900 | 1950 | 1970 | 1981 | 1991 | 2001 | 2011 | 2021 |
| ---- | ---- | ---- | ---- | ---- | ---- | ---- | ---- |
| 285  | 251  | 230  | 176  | 143  | 146  | 244  | 259  |

## Sehenswürdigkeiten

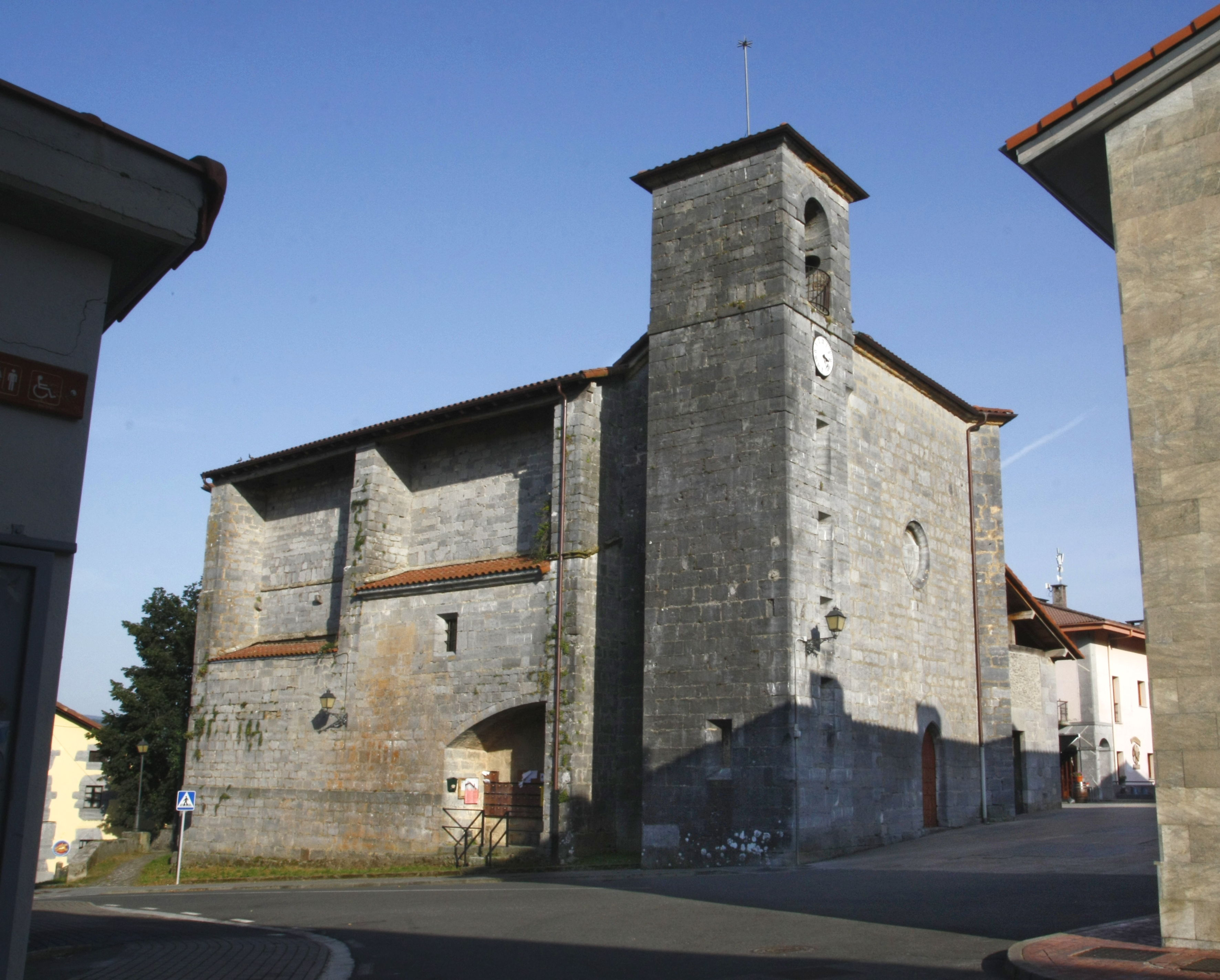
Stephanuskirche
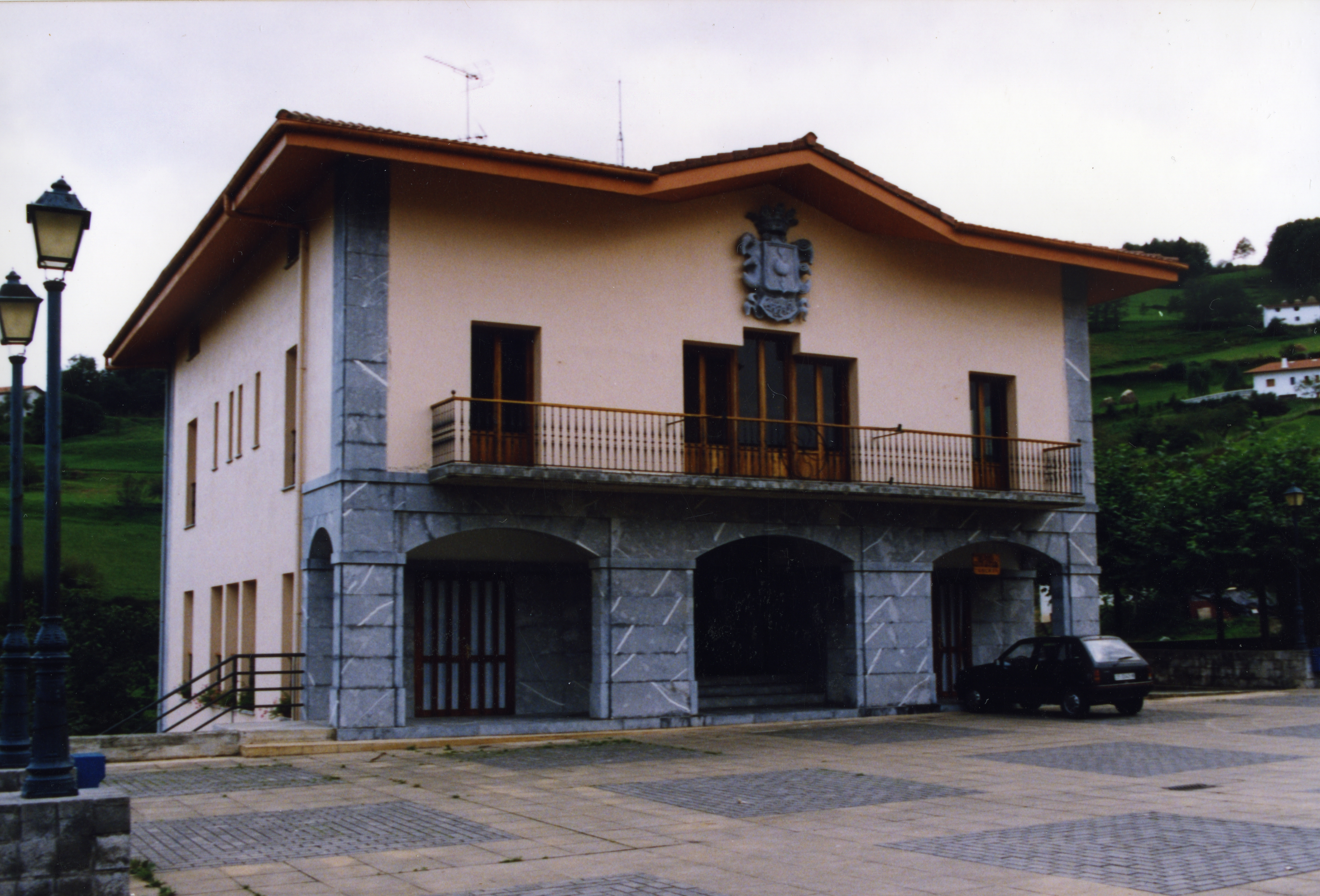
Rathaus

- Stephanuskirche
- Rathaus